# Another Day (álbum de Lene Marlin)
Another Day é o segundo álbum de estúdio da cantora norueguesa Lene Marlin, lançado em 2003.

## Faixas
1. "Another Day" — 4:07
2. "Faces" — 3:34
3. "You Weren't There" — 3:32
4. "From This Day" — 4:38
5. "Sorry" — 3:51
6. "My Love" — 4:30
7. "Whatever It Takes" — 3:45
8. "Fight Against the Hours" — 6:23
9. "Disguise" — 3:50
10. "Story" — 5:32

## Desempenho nas paradas musicais
| Parada musical (2003) | Posição |
| --------------------- | ------- |
| Noruega - VG-lista    | 1       |
| Itália - FIMI         | 3       |